# Vltava

Vltava (nemško Moldau) je s 430 km dolžine najdaljša Češka reka. Izvira v Šumavi na meji z Nemčijo in teče sprva proti jugovzhodu, nato pa se njen tok obrne proti severu. Na svoji poti teče skozi Český Krumlov, Češke Budejovice in Prago. V Labo se izliva v bližini mesta Mělník. 
Vltavi je znani češki skladatelj Bedřich Smetana namenil eno od šestih simfoničnih skladb v ciklusu šestih simfoničnih pesnitev z naslovom Má vlast ("Moja domovina"). Skladba opisuje tok reke Vltave po Češki.